# 柏城镇
柏城镇，是中华人民共和国山東省潍坊市高密市下辖的一个乡镇级行政单位。

## 介绍
柏城镇位于高密市东南部，面积54．3平方公里，辖35个行政村，1万户，人口3万，耕地面积4．4万亩。2005年，地方财政收入1411万元，增长84％；工业实现销售收入18亿元，利税12981万元，分别增长64．6％和48％。农民人均纯收入5295元。 柏城镇把引大项目，做大骨干企业，发挥产业集聚效应，作为招商引资、发展民营经济新战略。培大做强现有企业，使玻璃行业和纺织行业两大产业链得到膨胀发展。2005年全镇引进项目30个，其中，建成项目3个，合同利用外资8．7亿元，实际利用外资 4．2亿元。环境建设实现了历史性突破。实施了白羊山工业园整体绿化工程，为客商投资兴业打造了良好的基础。依胶河新建了银月公园，成为东南方向进入高密标志性园林景观。晏子路柏城段综合改造后，已建成了高密市连接外部县市标志性过境路段。柏城大街、三真大道高标准绿化，建成了景-人的景观大道。完成了胶河镇区排污系统建设，沿河铺设了水泥道路，安装了路灯，把胶河打扮的更加靓丽。配合国家级中低产田改造工程建设项目，把生态农业纳入项目区建设，开发规模10000亩。利群超市开门纳客。老年公寓落成接纳老人人住。镇区纳入城市化管理，摆脱脏、乱、差现象，加快了建设社会主义新农村的步伐。 

## 行政区划
柏城镇下辖以下地区：
柏城村、堤东村、赵家村、姚家村、沟南村、单家庄村、石庙子村、夏家沟村、冶家庄村、故献村、郝家庄村、王丰屯村、白家岭村、柳林村、叶家屯村、于家屯村、升恒庄村、前朱家集村、后朱家集村、后沙泊村、李茂庄村、前冢子头村、东冢子头村、西冢子头村、门家埠村、宿家屯村、苑家疃村、大吕村、小河崖村、大村、店子村、赵家沟村、休息园村、新庄村、何家村、李家营村、徐家窎庄村、邹家窎庄村、孙家窎庄村、城律村、祝家庄村、孟家沟村、兰家庄村、张家庄村、城子前村、前沙泊村、晏王庙村、单书庄村、葛家庙子村、李家屯村、冯家庙子村、大庄村、谢家屯村、王家小庄村、葛家屯村、东姚家屯村、西姚家屯村、张家屯村、窝洛村、大洪村、鲁家园村、高家庄村、向阳村、菜园村、仲家庄村、大官庄村、杨家屯村、小沟头村、王十字庄村、钟家王吴村、褚家王吴村、小辛庄村、空冲水村、瓦屋庄村、大辛庄村、南柿子园村、巩家桥村、陈家庄村、东化山村、西化山村、大沟头村、曾家店子村、化山屯村、李家太洛村、杨家栏子村、戴家太洛村、河外村、小河口村、邓家庄村、颜家太洛村、臧家王吴村和苑上村。

## 人口
2010年中国第六次人口普查时，柏城镇共有人口77235人。共有家庭20940户，平均每户3.40人。14岁以下的少年儿童共13094人，占总人口16.95%；15-64岁人口共54752人，占总人口70.89%；65岁及以上的老年人共9389人，占总人口的12.15%。男性共计38852人，占总人口50.30%；女性共计38383，占总人口49.69%。本地居住的人口中，拥有本地户籍的人口为72996人，占94.51%。== 参考资料 ==
1. ↑  . 中国·国家地名信息库.
2. ↑  .   [2018-02-27]. （原始内容存档于2019-09-01）.
3. ↑  . 中华人民共和国国家统计局. 2023 （中文（中国大陆））.[]
4. ↑  中国国务院人口普查办公室、中国国家统计局人口就业统计司等.  (收费). 统计年鉴分享平台: 表15 山东省乡、镇、街道人口. 2010  [2018-07-19]. （原始内容存档于2018-07-19）.